# Machnyik Andor
Machnyik Andor (Vinna, 1888. augusztus 19. – Fél, 1955. április 29.) agrármérnök, gazdasági szakíró.

## Élete
Szülei Machnyik Andor és Schmiedl Kornélia (1865-1937) voltak.
1921–1937 között a komáromi, 1938–1944 között a rimaszombati magyar földműves szakiskolában tanított. 1937-ben kezdeményezésére Rimaszombatban létrehozták az első parasztiskolát, majd pedig a Magyar Parasztiskola Egyesületet. A második világháború után 1948-as nyugdíjaztatásáig a pozsonyi Statisztikai Hivatal munkatársa volt. 
A csehszlovákiai magyar parasztság helyzetéről, a földreformról, a parasztfőiskolákról szóló cikkei jelentek meg a Prágai Magyar Hírlapban.

## Művei
- 1935/ 1993 Csallóköz
- 1936 A Magyar Parasztiskoláért. PMH 15/244, 7 (1936. október 24.)
- 1937 A rimaszombati Magyar Gazdász Bál elé. PMH 16/72, 26 (1937. március 28.)